# Agostinho Pimenta
Agostinho Pimenta, noto anche con lo pseudonimo di Agostino della Croce (in portoghese: Agostinho da Cruz; Ponte da Barca, 1540 – Setúbal, 1619), è stato un poeta portoghese e fratello del poeta Diego Bernardes.
Da giovane scrisse rime amorose di stampo petrarchesco; poi, entrato nel 1561 nel convento di Serra a Cintra, scrisse liriche religiose.
I suoi versi furono pubblicati postumi.

### Opera
- 1771 – Várias Poesias